# Exapion fuscirostre fuscirostre
Exapion fuscirostre fuscirostre é uma subespécie de insetos coleópteros polífagos pertencente à família Apionidae.
A autoridade científica da subespécie é Fabricius, tendo sido descrita no ano de 1775.
Trata-se de uma subespécie presente no território português.